# ATP Challenger Kenitra
Das ATP Challenger Kenitra (offizieller Name: Morocco Tennis Tour Kenitra) war ein Tennisturnier in Kenitra, Marokko, das 2013 zum ersten Mal ausgetragen wurde. Es war im Rahmen der ATP Challenger Tour Teil der Morocco Tennis Tour und wurde im Freien auf Sand ausgetragen. Gerard Granollers ist mit zwei Titeln im Doppel Rekordsieger. Außerdem gelang Maximilian Marterer 2016 der Sieg sowohl im Einzel als auch im Doppel.

## Liste der Sieger

### Einzel
| Jahr | Sieger                  | Finalgegner          | Ergebnis         |
| ---- | ----------------------- | -------------------- | ---------------- |
| 2016 | Maximilian Marterer     | Mohamed Safwat       | 6:2, 6:4         |
| 2015 | Roberto Carballés Baena | Oriol Roca Batalla   | 6:1, 5:1 aufgg.  |
| 2014 | Daniel Gimeno Traver    | Albert Ramos Viñolas | 6:3, 6:4         |
| 2013 | Dominic Thiem           | Teimuras Gabaschwili | 7:64, 5:1 aufgg. |

### Doppel
| Jahr | Sieger                                     | Finalgegner                            | Ergebnis          |
| ---- | ------------------------------------------ | -------------------------------------- | ----------------- |
| 2016 | Kevin Krawietz Maximilian Marterer         | Uladsimir Ihnazik Michael Linzer       | 7:66, 4.6, [10:6] |
| 2015 | Gerard Granollers (2) Oriol Roca Batalla   | Kevin Krawietz Maximilian Marterer     | 3:6, 7:64, [10:8] |
| 2014 | Dino Marcan Antonio Šančić                 | Gerard Granollers Jordi Samper Montaña | 6:1, 7:63         |
| 2013 | Gerard Granollers (1) Jordi Samper Montaña | Taro Daniel Alexander Rumjanzew        | 6:4, 6:4          |